# Acanthermia basimochla
Acanthermia basimochla là một loài bướm đêm trong họ Noctuidae.